# ㅌ
Tieut (litera: ㅌ, kor. 티읕) – spółgłoska dziąsłowa należąca do grupy pisma hangul, do oznaczenia spółgłoski zwarto dziąsłowo bezdźwięcznej [tʰ]. Według transkrypcji McCune’a-Reischauera spółgłoska brzmi "t’".
Jak podaje Koreańska Zasada Pisowni (Hunminjeongeum) ㅌ jest dwunastą literą alfabetu koreańskiego. Spośród spółgłosek języka koreańskiego, oznacza ono przydechowy dźwięk zwarty, który powstaje poprzez zablokowanie nozdrzy języczkiem, dociśnięcie czubka języka do górnych dziąseł w celu zablokowania wydechu, a następnie wypuszczenie go bez wibracji strun głosowych, ale z dużą siłą.
Dźwięk spółgłoski brzmi podobnie jak "t" w angielskim słowie "teeth" lub "t" z przydechem.

## Pismo

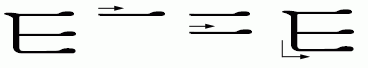
Kolejność stawiania kresek

## Historia
Początkowo spółgłoska ㅌ miała siódme miejsce w alfabecie, ale od 1751 roku jest dwunastą literą alfabetu i tak pozostało do dziś.